# Entreposage
L’entreposage est une étape très importante dans la chaîne logistique.

## Présentation
L'entreposage est le fait d'entreposer (ou de stocker) des marchandises en grande quantité dans un entrepôt grâce à des palettiers parfois mobiles, au moyen d'un chariot élévateur.
De nos jours, l'entreposage s'effectue partout avant l'arrivée chez le client (le destinataire) ; de grands entrepôts existent en périphérie des grandes villes, où sont centralisés différents produits avant envoi vers les magasins : on parle également de centrales d'achat.
L'entreposage a un coût qui augmente de jour en jour, c'est pourquoi les marchandises, souvent sur palette, restent rarement plus d'une semaine dans les « chambres » de stockage.

## Nouveaux usages
L'entreposage originairement réservé aux entreprises, s'étend vers un marché de particuliers qui entre déménagements ou rénovations, ont un besoin croissant en espace temporaire de stockage. Les caves étant parfois saturés ou mal conditionnées, les clients se tournent vers une évolution de l'entreposage; l'entreposage libre-service.
Les États-Unis sont en avant-garde dans ce secteur, mais de plus en plus de pays dans l'Union Européenne comme la France (Mobilbox, Paris), l'Allemagne et même des pays en dehors de la CE comme la Suisse (Flexbox, Genève), connaissent un boom dans ce secteur. Des nouveaux centres ouvrent chaque année.